# Astragalus applegatii
Astragalus applegatii är en ärtväxtart som beskrevs av Morton Eaton Peck. Astragalus applegatii ingår i släktet vedlar, och familjen ärtväxter. Inga underarter finns listade i Catalogue of Life.